# Roberto Dañino Zapata

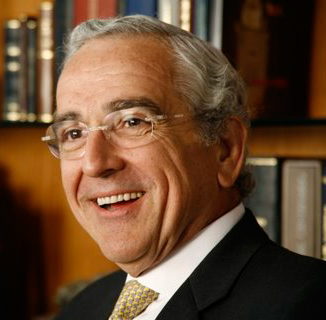
Roberto Dañino Zapata (2012)

Roberto Enrique Dañino Zapata (* 2. März 1951 in Lima) ist ein peruanischer Politiker und Diplomat, der unter anderem zwischen 2001 und 2002 Premierminister war.

## Leben
Dañino Zapata begann nach dem Schulbesuch ein Studium der Rechtswissenschaften an der Päpstlichen Katholischen Universität von Peru. Er absolvierte ferner ein postgraduales Studium der Rechtswissenschaften an der Harvard University und war danach zwischen 1973 und 1989 als Rechtsanwalt für Gesellschaftsrecht in Lima tätig. 1989 ging er in die USA und war dort Mitgründer sowie Chefrechtsberater der Inter-American Investment Corporation in Washington, D.C., ehe er 1993 Partner der Anwaltskanzlei Wilmer, Cutler & Pickering wurde.
Nach dem Amtsantritt von Staatspräsident Alejandro Toledo wurde Dañino Zapata von diesem am 28. Juli 2001 als Nachfolger von Javier Pérez de Cuéllar zum Premierminister von Peru ernannt. Seinem Kabinett gehörten unter anderem Diego García-Sayán Larrabure als Außenminister, der Zweite Vizepräsident David Waisman als Verteidigungsminister, Pedro Pablo Kuczynski als Minister für Wirtschaft und Finanzen sowie Fernando Rospigliosi als Innenminister an. Das Amt des Premierministers bekleidete er bis zum 11. Juli 2002, woraufhin Luis Solari de la Fuente am 12. Juli 2002 sein Nachfolger wurde.
Im Anschluss fungierte Dañino Zapata als Nachfolger von Allan Wagner Tizón vom 7. November 2002 bis zu seiner Ablösung durch Eduardo Ferrero Costa am 31. Oktober 2003 als Botschafter in den USA. Danach bekleidete er von 2003 bis 2006 das Amt eines Leitenden Vizepräsidenten und Chefrechtsberaters der Weltbank. Danach war er stellvertretender Vorstandsvorsitzender sowie Geschäftsführender Direktor des Bergbau-Unternehmens Hochschild Mining. Er ist ferner seit 2008 stellvertretender Vorstandsvorsitzender des Baumaterialherstellers Cementos Pacasmayo S.A.A., seit 2010 Vorstandsvorsitzender von Fosfatos del Pacifico SA, seit 2011 Vorstandsmitglied von Petronova Inc sowie seit 2013 Vorstandsmitglied des Haus- und Wohnungsbauunternehmens Inversiones Centenario SAA. Darüber hinaus gehört er der Versammlung der am 18. Juli 1994 gegründeten Transparencia an, einer Organisation zur Förderung der Demokratie in Peru.